# Eterno retorno (Eliade)
O "eterno retorno" é uma ideia para interpretar o comportamento religioso proposta pelo historiador Mircea Eliade; é uma crença expressa através do comportamento (às vezes implicitamente, mas muitas vezes explicitamente) de que alguém é capaz de se tornar contemporâneo com ou retornar à "era mítica" - o momento em que ocorreram os eventos descritos nos mitos. Deve ser distinguido do conceito filosófico de eterno retorno.

## Sagrado e profano
Segundo Eliade, 
todas as definições dadas até agora sobre o fenômeno religioso têm uma coisa em comum: cada uma tem sua própria maneira de mostrar que o sagrado e a vida religiosa são o oposto do profano e vida secular.
 Esse conceito já havia sido extensivamente formulado pelo sociólogo francês Émile Durkheim em 1912. Estudiosos como Jack Goody deram provas de que ele pode não ser universal.
Essa nítida distinção entre o sagrado e o profano é a teoria de marca de Eliade. Segundo Eliade, o homem tradicional distingue dois níveis de existência: (1) o sagrado e (2) o mundo profano. (Aqui "o Sagrado" pode ser Deus, deuses, ancestrais míticos ou quaisquer outros seres que estabeleceram a estrutura do mundo.) Para o homem tradicional, as coisas "adquirem sua realidade, sua identidade, apenas na extensão de sua participação em uma realidade transcendente". Algo em nosso mundo é apenas "real" na medida em que se conforma ao Sagrado ou aos padrões estabelecidos pelo Sagrado.
Portanto, há espaço profano e espaço sagrado. Espaço sagrado é o espaço onde o sagrado se manifesta; ao contrário do espaço profano, o espaço sagrado tem um senso de direção: 
Na expansão homogênea e infinita, na qual nenhum ponto de referência é possível e, portanto, nenhuma orientação é estabelecida, a hierofania [aparência do Sagrado] revela um ponto fixo absoluto, um centro.
 Onde o Sagrado cruza nosso mundo, ele aparece na forma de modelos ideais (por exemplo, ações e mandamentos de deuses ou heróis míticos). Todas as coisas se tornam verdadeiramente "reais" imitando esses modelos. Eliade afirma: "Para o homem arcaico, a realidade é uma função da imitação de um arquétipo celeste". Como evidência para essa visão, em O Mito do Eterno Retorno, ele cita uma crença dos zurvanitas iranianos. Os zurvanitas acreditavam que cada coisa na Terra corresponde a uma contrapartida sagrada e celestial: para o céu físico, há um céu sagrado; para a Terra física, há uma Terra sagrada; as ações são virtuosas conforme um padrão sagrado. Estes são alguns outros exemplos que Eliade dá: 
 Segundo as crenças mesopotâmicas, o Tigre tem seu modelo na estrela Anunit e o Eufrates na estrela da Andorinha. Um texto sumério fala do "lugar da criação dos deuses", onde "a [divindade dos] rebanhos e grãos" deve ser encontrada. Para os povos uralo-altaicos, as montanhas, da mesma maneira, têm um arquétipo ideal no céu. No Egito, lugares e nomos foram nomeados em homenagem aos "campos" celestes: primeiro os campos celestes eram conhecidos, então depois eram identificados na geografia terrestre. 
 Além disso, há tempo profano e tempo sagrado. Segundo Eliade, os mitos descrevem um tempo fundamentalmente diferente do tempo histórico (o que o homem moderno consideraria o tempo "normal"). "Em resumo", diz Eliade, "os mitos descrevem ... as descobertas do sagrado (ou 'sobrenatural') no mundo". A era mítica é a época em que o Sagrado entrou em nosso mundo, dando-lhe forma e significado: "A manifestação do sagrado funda ontologicamente o mundo".  Assim, a era mítica é o tempo sagrado, o único tempo que tem valor para o homem tradicional.

## Origem como poder
Segundo Eliade, na visão arcaica do mundo, o poder de uma coisa reside em sua origem, de modo que "conhecer a origem de um objeto, um animal, uma planta etc. é equivalente a adquirir um poder mágico sobre eles". A maneira como uma coisa foi criada estabelece a natureza dessa coisa, o padrão com o qual ela deve estar em conformidade. Ao ganhar controle sobre a origem de uma coisa, também se ganha controle sobre a própria coisa.
Eliade concluiu que, se origem e poder são os mesmos, "é a primeira manifestação de algo significativo e válido". O sagrado primeiro se manifestou nos eventos da era mítica; portanto, o homem tradicional vê a era mítica como a base do valor.

## Tempo sagrado
A teoria de Eliade implica que, como o poder de uma coisa está em sua origem, o poder do mundo inteiro está na cosmogonia. Se o Sagrado estabeleceu todos os padrões válidos no início, durante o tempo registrado no mito, a era mítica é o tempo sagrado - o único tempo que contém algum valor. A vida do homem só tem valor na medida em que está de acordo com os padrões da era mítica.

A religião dos aborígenes australianos supostamente contém muitos exemplos da veneração paga à era mítica. Pouco antes do amanhecer do primeiro dia, os irmãos Bagadjimbiri emergiram da Terra na forma de dingos e depois se transformaram em gigantes humanos cujas cabeças tocavam o céu. Antes da chegada dos Bagadjimbiri, nada havia existido. Mas quando o sol nasceu e os irmãos começaram a nomear as coisas, "as plantas e os animais começaram realmente a existir". Os irmãos conheceram um grupo de pessoas e os organizaram em uma sociedade civilizada. As pessoas desta tribo—os Karadjeri da Austrália—ainda imitam os dois irmãos de várias maneiras: 
 Um dos Bagadjimbiri parou para urinar [...] É por essa razão que os australianos Karadjeri param e assumem uma posição especial para urinar. [...] Os irmãos pararam e comeram um certo grão cru; mas imediatamente caíram na gargalhada, porque sabiam que não se come assim e, [...] desde então, os homens os imitam sempre que cozinham esse grão. Os Bagadjimbiri jogaram um primal (um tipo de bastão grande) em um animal e o mataram - e é assim que os homens fazem isso desde então. Muitos mitos descrevem a maneira pela qual os irmãos Bagadjimbiri fundaram todos os costumes dos Karadjeri e até seu comportamento. 
 A era mítica foi a época em que o Sagrado apareceu e estabeleceu a realidade. Para o homem tradicional, Eliade argumenta: (1) apenas a primeira aparição de algo tem valor; (2) somente o sagrado tem valor; e, portanto, (3) somente a primeira aparição do Sagrado tem valor. Como o Sagrado apareceu pela primeira vez na era mítica, somente a era mítica tem valor. De acordo com a hipótese de Eliade, "o homem primitivo estava interessado apenas no começo ... para ele, pouco importava o que havia acontecido consigo mesmo, ou com outros como ele, em tempos mais ou menos distantes". Portanto, as sociedades tradicionais expressam uma "nostalgia pelas origens", um desejo de retornar à era mítica. Para o homem tradicional, a vida só tem valor no tempo sagrado.

## Mitos, rituais e seus propósitos
Eliade também explicou como o homem tradicional poderia encontrar valor para sua própria vida (em uma visão de onde todos os eventos ocorridos após a era mítica não podem ter valor ou realidade); ele indicou que, se a essência do Sagrado reside apenas em sua primeira aparição, então qualquer aparição posterior deve realmente ser a primeira aparição. Assim, a imitação de um evento mítico é, na verdade, o próprio evento mítico, acontecendo novamente - mitos e rituais remetem a pessoa à era mítica: 
 "Ao imitar os atos exemplares de um deus ou de um herói mítico, ou simplesmente recontando suas aventuras, o homem de uma sociedade arcaica se desapega do tempo profano e volta magicamente ao Grande Tempo, o tempo sagrado". 
 Mito e ritual são veículos de "eterno retorno" à era mítica. A vida cheia de mitos e rituais do homem tradicional constantemente o une ao tempo sagrado, valorizando sua existência. Como exemplo desse fenômeno, Eliade cita cultos da igreja, pelos quais os frequentadores da igreja "retornam" ao tempo sagrado das Escrituras: 
 "Assim como uma igreja constitui uma quebra de plano no espaço profano de uma cidade moderna, [também] serviço celebrado dentro [da igreja] marca uma quebra na duração temporal profana. Não é mais o tempo histórico de hoje que está presente - o tempo vivenciado, por exemplo, nas ruas adjacentes - mas o tempo em que a existência histórica de Jesus Cristo ocorreu, o tempo santificado por sua pregação, por sua paixão, morte e ressurreição. 

## Tempo cíclico
Eliade atribui a bem conhecida visão "cíclica" do tempo no pensamento antigo ao eterno retorno. Em muitas religiões, um ciclo ritual correlaciona certas partes do ano com eventos míticos, tornando a cada ano uma repetição da era mítica. Por exemplo, os povos aborígines australianos reencenam anualmente os eventos do "Tempo do Sonho": 
 "Os animais e plantas criados in illo tempore pelos seres sobrenaturais são ritualmente recriados. Em Kimberley, as pinturas rupestres, que se acredita terem sido pintadas pelos Ancestrais, são repintadas para reativar sua força criativa, como foi manifestada pela primeira vez nos tempos míticos, no começo do mundo." 
 Todo ano novo, o povo da Mesopotâmia reencenava o Enuma Elish, um mito da criação, no qual o deus Marduk mata Tiamat, o monstro primordial, e cria o mundo a partir de seu corpo. Eles correlacionaram o nascimento do ano com o nascimento mítico do mundo.
Ao trazer periodicamente o homem de volta à era mítica, esses ciclos litúrgicos transformam o próprio tempo em um círculo. Aqueles que realizam um ritual anual retornam ao mesmo ponto no tempo a cada 365 dias: "A cada festival [ritual] periódico, os participantes encontram o mesmo tempo sagrado - o mesmo que havia sido manifestado no festival do ano anterior ou no festival de um século antes."

Segundo Eliade, algumas sociedades tradicionais expressam sua experiência cíclica do tempo equiparando o mundo ao ano: 
 "Em várias línguas indígenas da América do Norte, o termo mundo (= Cosmos) também é usado no sentido de ano. Os Yokuts dizem 'o mundo passou', significando 'um ano se passou'. Para o Yuki, o ano é expresso pelas palavras para terra ou mundo. [...] O cosmos é concebido como uma unidade viva que nasce, se desenvolve e morre no último dia do ano, para renascer no dia de Ano Novo. [...] A cada novo ano, o tempo começa ab initio." 
 O ritual do Ano Novo revive o começo mítico do cosmos. Portanto, pela lógica do eterno retorno, cada novo ano é o começo do cosmos. Assim, o tempo flui em círculo fechado, retornando sempre ao tempo sagrado comemorado durante o Ano Novo: a duração inteira do cosmos é limitada a um ano, que se repete indefinidamente.

Esses ciclos rituais fazem mais do que dar aos seres humanos uma sensação de valor. Como o homem tradicional identifica a realidade com o Sagrado, ele acredita que o mundo pode durar apenas se permanecer no tempo sagrado. Ele periodicamente revive o tempo sagrado através de mitos e rituais, a fim de manter a existência do universo. Em muitas culturas, essa crença parece ser mantida conscientemente e claramente declarada. Do ponto de vista dessas sociedades, o mundo 
 "deve ser renovado periodicamente ou pode perecer. A ideia de que o Cosmos está ameaçado de ruína, se não recriado anualmente, fornece a inspiração para o festival principal das tribos da Califórnia Karok, Hupa e Yurok. Nos respectivos idiomas, a cerimônia é chamada de 'reparo' ou 'conserto' do mundo e, em inglês, 'Ano Novo'. Seu objetivo é restabelecer ou fortalecer a Terra pelos próximos dois ou dois anos." 

## Criatividade humana
Para alguns, a teoria do eterno retorno pode sugerir uma visão das sociedades tradicionais como estagnada e sem imaginação, com medo de tentar algo novo. No entanto, Eliade argumenta que o eterno retorno não leva a "uma total imobilidade cultural". Se isso acontecesse, as sociedades tradicionais nunca teriam mudado ou evoluído, e "a etnologia não conhece pessoas isoladas que não mudaram ao longo do tempo". O simples fato de as sociedades tradicionais terem colonizado novas terras e inventado novas tecnologias prova que o eterno retorno não suprimiu seu senso de iniciativa.

Longe de suprimir a criatividade, argumenta Eliade, o eterno retorno a promove: 
 "Não há razão para hesitar antes de partir para uma viagem marítima, porque o mítico herói já fez [essa viagem] no fabuloso tempo". Tudo o que é necessário é seguir o exemplo dele. Da mesma forma, não há razão para temer estabelecer um território selvagem desconhecido, porque se sabe o que fazer. É preciso apenas repetir o ritual cosmogônico, após o qual o território desconhecido (= 'Caos') é transformado em 'Cosmos'." 
 Segundo Eliade, o homem tradicional tem infinitas possibilidades criativas porque "as possibilidades de aplicação do modelo mítico são infinitas".

## "Terror da História"
Segundo Eliade, esse desejo de permanecer na era mítica causa um "terror da história". O homem tradicional deseja escapar da marcha linear dos eventos, vazia de qualquer valor ou sacralidade inerente. No capítulo 4 de O Mito do Eterno Retorno (intitulado "O Terror da História") e no apêndice de Mitos, Sonhos e Mistérios, Eliade sugere que o abandono do pensamento mítico e a total aceitação do tempo linear e histórico, com suas características "terror", é uma das razões das ansiedades do homem moderno. As sociedades tradicionais escapam dessa ansiedade até certo ponto, pois se recusam a reconhecer completamente o tempo histórico. Eliade descreve a diferença entre as reações do homem antigo e o moderno à história, bem como a impotência do homem moderno diante do terror da história, como segue: 
 "Em nossos dias, quando a pressão histórica não permite mais escapar, como pode o homem tolerar as catástrofes e horrores da história—de deportações e massacres coletivos a bombardeios atômicos—se, além deles, ele não consegue vislumbrar nenhum sinal, nenhum significado trans-histórico; se eles são apenas o jogo cego das forças econômicas, sociais ou políticas, ou, pior ainda, apenas o resultado das "liberdades" que uma minoria toma e exerce diretamente no palco da história universal? 
 "Sabemos como, no passado, a humanidade foi capaz de suportar os sofrimentos que enumeramos: eles eram vistos como um castigo infligido por Deus, a síndrome do declínio da 'era' e assim por diante. E foi possível aceitá-los precisamente porque eles tinham um significado meta-histórico [...] Toda guerra ensaiava a luta entre o bem e o mal, toda nova injustiça social era identificada com os sofrimentos do Salvador (ou, por exemplo, no mundo pré-cristão, com a paixão de um mensageiro divino ou deus da vegetação), cada novo massacre repetia o fim glorioso dos mártires. [...] Em virtude dessa visão, dezenas de milhões de homens foram capazes, por século após século, de suportar grandes pressões históricas sem se desesperar, sem cometer suicídio ou cair nessa aridez espiritual que sempre traz consigo uma visão relativista ou niilista da história" 

## Terror do eterno retorno
Em geral, segundo Eliade, o homem tradicional vê o eterno retorno como algo positivo, até necessário. No entanto, em algumas religiões, como o budismo e certas formas de hinduísmo, a visão cíclica tradicional do tempo se torna uma fonte de terror: 
 "Em certas sociedades altamente evoluídas, as elites intelectuais se destacam progressivamente dos padrões da religião tradicional. A ressantificação periódica do tempo cósmico se mostra inútil e sem sentido. [...] Mas a repetição esvaziada de seu conteúdo religioso leva necessariamente a uma visão pessimista da existência. Quando não é mais um veículo para reintegrar uma situação primordial [...] ou seja, quando é dessacralizado, o tempo cíclico se torna aterrorizante; é visto como um círculo girando para sempre em si mesmo, repetindo-se para o infinito." 
 Quando o mundo se torna dessacralizado, a visão cíclica tradicional do tempo está firmemente enraizada demais para simplesmente desaparecer. Ela sobrevive, mas de forma profana (como o mito da reencarnação). O tempo não é mais estático, como para os Karadjeri, para quem quase toda ação imita um modelo mítico, mantendo o mundo constantemente na era mítica. O tempo também não é cíclico, mas sagrado, como para os antigos mesopotâmios, cujo calendário ritual retornava periodicamente o mundo à era mítica. Em vez disso, para algumas religiões dármicas, "o tempo foi homologado para a ilusão cósmica (māyā)".
Para a maioria da humanidade tradicional, a história linear é profana e a sacralidade reside no tempo cíclico. Mas, no budismo, jainismo e algumas formas de hinduísmo, até o tempo cíclico se tornou profano. O sagrado não pode ser encontrado na era mítica; existe fora de todas as eras. Assim, a realização humana não consiste em retornar a um tempo sagrado, mas em fugir completamente do tempo, em "uma transcendência do cosmos". Nessas religiões, o "eterno retorno" é menos como o eterno retorno na maioria das sociedades tradicionais (para quem o tempo tem um começo objetivo, para o qual se deve retornar) e mais como o conceito filosófico de eterno retorno - um ciclo cósmico sem fim, sem começo algum e, portanto, sem tempo inerentemente sagrado.

## Críticas acadêmicas
Embora imensamente influente nos estudos religiosos, as ideias por trás da hipótese do eterno retorno de Eliade são menos bem aceitas na antropologia e na sociologia. Segundo o classicista G. S. Kirk, isso ocorre porque Eliade exagera na aplicação de suas ideias: por exemplo, Eliade afirma que o mito moderno do "selvagem nobre" resulta da tendência religiosa de idealizar a era mítica e primordial. Kirk afirma que a relativa impopularidade de Eliade entre antropólogos e sociólogos também resulta da suposição de Eliade—essencial para a crença no eterno retorno como Eliade a formula—de que as culturas primitivas e arcaicas tinham conceitos como "ser" e "real", embora não tivessem palavras para eles.
Kirk acha que a teoria do eterno retorno de Eliade se aplica a algumas culturas. Especificamente, ele concorda que os aborígines australianos usavam mitos e rituais "para trazer o Tempo do Sonho" (a era mítica australiana) "ao presente com resultados potentes e frutíferos". No entanto, Kirk argumenta, Eliade pega esse fenômeno australiano e o aplica a outras culturas de forma acrítica. Em suma, Kirk vê a teoria do eterno retorno de Eliade como uma universalização do conceito australiano do Tempo do Sonho.
Como dois contra-exemplos do eterno retorno, Kirk cita a mitologia americana nativa e a mitologia grega. O eterno retorno é nostálgico: ao recontar e reencenar eventos míticos, os aborígines australianos pretendem evocar e reviver o Tempo do Sonho. No entanto, Kirk acredita que os mitos dos nativos americanos "não são sugestivos ou nostálgicos, mas tendem a ser detalhados e severamente práticos". Em muitas mitologias nativas americanas, os animais agiam como seres humanos durante a era mítica; mas não o fazem mais: a divisão entre animais e homens é agora firme e, segundo Kirk, "isso por si só reduz a eficácia do contar mitos como uma reconstituição" da era mítica. Quanto aos mitos gregos, muitos deles ficam fora de qualquer era sagrada de origem: isso desafia a afirmação de Eliade de que quase todos os mitos são sobre origens e que as pessoas recontam e reencenam mitos para voltar ao tempo das origens. (Observe que o classicista Kirk usa uma definição muito mais ampla de "mito" do que muitos folcloristas profissionais. De acordo com a definição clássica usada pelos folcloristas, muitas histórias gregas convencionalmente chamadas de "mitos" não são mitos, precisamente porque ficam fora de uma era sagrada de origem.).
Até Wendy Doniger, uma estudiosa de estudos religiosos e sucessora de Eliade na Universidade de Chicago, afirma (na Introdução à própria obra de Eliade Xamanismo) que o retorno eterno não se aplica a todos os mitos e rituais, embora possa se aplicar a muitos deles.